# Elecciones generales de Singapur de 1976
Las elecciones generales de Singapur de 1976 tuvieron lugar el sábado 23 de diciembre del mencionado año para configurar el 4.º Parlamento, que ejercería sus funciones desde el 7 de febrero de 1977 hasta, a más tardar, 1982. Se realizaron once meses antes de lo previsto después de que la legislatura anterior fuese disuelta por el presidente Benjamin Sheares por consejo del primer ministro Lee Kuan Yew el 6 de diciembre, cuando su fecha de disolución original era el 12 de octubre de 1977. Fueron las sextas elecciones generales desde la instauración del sufragio universal en 1955 y las terceras desde la independencia del país asiático. La nominación de candidatos tuvo lugar el 13 de diciembre, por lo que la campaña duró nueve días.
A partir de estos comicios, la oposición decidió aceptar como un hecho la irreversibilidad a corto plazo de la hegemonía del Partido de Acción Popular (PAP) y comenzó un proceso de reorganización, dejando de aspirar a desplazar al partido oficialista y centrando su estrategia en la necesidad de ver representada en el Parlamento una voz alternativa que actuara como «control y equilibrio» para el gobierno. Asimismo, un incremento en el depósito electoral y el hecho de que la división de los partidos opositores había facilitado que el PAP obtuviera todos los escaños en las anteriores elecciones llevó a las distintas fuerzas de la oposición a iniciar una serie de lentos acercamientos, sin llegar a configurarse coaliciones formales pero buscando evitar la existencia de competencias a tres bandas que beneficiaran al PAP en la mayoría de las circunscripciones. Debido a esto, ninguno de los partidos disputó más de un tercio de los escaños y la cantidad de candidaturas disminuyó dramáticamente. Solo dos circunscripciones (Geylang Serai y Moulmein) tuvieron la presencia de más de dos competidores. Hubo también dieciséis circunscripciones en las cuales ningún partido opositor presentó candidatos, y el PAP ganó estos escaños sin oposición el día de la nominación, no realizándose votación en ellas.
Para estas elecciones, el Partido de los Trabajadores (WP), liderado por Joshua Benjamin Jeyaretnam; el Frente Socialista (BS); el Partido de la Justicia de Singapur (JPS); la Organización Nacional Malaya de Singapur (PKMS) y el recientemente fundado Frente Unido (UF) fundaron el Consejo Conjunto de la Oposición, que buscó cooperar en las urnas y se repartió 46 escaños. El WP fue el partido opositor que más candidaturas presentó, con 22. Entre las figuras que se presentaron por primera vez a elecciones destacó el debut de Goh Chok Tong (futuro primer ministro tras la renuncia de Lee Kuan Yew en 1990) como candidato del PAP en el distrito de Marine Parade, que representaría por las próximas cuatro décadas; y el de Chiam See Tong, candidato independiente que posteriormente sería uno de los parlamentarios opositores con mayor tiempo en su cargo.
A pesar del desafío presentado, el PAP obtuvo el 74,09% del voto popular y retuvo con éxito la totalidad de los escaños parlamentarios con mayoría absoluta de votos. El número de circunscripciones había sido aumentado a 69, lo que implicó que el partido oficialista sumara 4 escaños. El primer ministro Lee Kuan Yew fue por tercera vez consecutiva el candidato individual con mayor porcentaje de votos en su circunscripción al lograr que su oponente, Harbans Singh, perdiera su depósito logrando siete octavos del voto válido. El WP continuó siendo el segundo partido con mayor apoyo electoral con el 11,55% a pesar de que ninguno de sus candidatos consiguió ser electo, y el propio Jeyaretnam fue el candidato opositor con mejor desempeño. La cantidad de candidatos que perdieron sus depósitos fue mucho menor que en anteriores comicios, con solo tres de ellos (dos de los cuales disputaban circunscripciones contra más de un oponente opositor). La participación fue del 95,08% del electorado registrado en circunscripciones disputadas.

## Convocatoria y sistema electoral
De acuerdo con el Artículo 65, Capítulo 4 de la Constitución singapurense, el período máximo para un Parlamento en funciones es de cinco años a partir de la fecha de su primera sesión después de unas elecciones generales, después de lo cual el legislativo quedará disuelto y se convocarán a nuevos comicios automáticamente. Sin embargo, el presidente de la República, por consejo del primer ministro, puede disolver el Parlamento y convocar a elecciones en cualquier momento antes se cumpla el plazo. Los comicios deben realizarse dentro de los tres meses posteriores a la disolución del Parlamento anterior. Los comicios son organizados por el Departamento de Elecciones (ELD), organismo dependiente de la Oficina del Primer Ministro.
El Parlamento que surgiría de los comicios de 1976 estaría compuesto por 69 escaños directamente elegidos por voto popular, directo y secreto. El sistema electoral empleado era el escrutinio mayoritario uninominal. El territorio singapurense se encontraba dividido en cincuenta y dos circunscripciones representadas por un escaño cada una. Todos los ciudadanos residentes en Singapur con al menos veintiún años de edad tienen derecho a voto, siempre y cuando no tengan doble nacionalidad y se encuentren inscritos en el registro electoral, el cual es revisado anualmente. Los requisitos para postularse como candidato son los mismos que para emitir sufragio, a lo cual se añade la necesidad de hablar, leer y escribir con fluidez en al menos uno de los cinco idiomas oficiales del país: inglés, malayo, chino mandarín o tamil.
En cada circunscripción, un grupo de al menos seis electores registrados puede presentar un candidato (ya sea como postulante de un partido político o como candidato independiente). Los candidatos deben abonar un depósito monetario, el cual fue de S$1.200 para las elecciones de 1976 (lo que implicó un aumento importante con respecto a las anteriores elecciones, en las que el depósito fue de S$500, la primera vez que el depósito fue aumentado), y que les será o no devuelto dependiendo del resultado electoral. Si el candidato en cuestión no supera un octavo de los votos válidamente emitidos (12,50%) el día de la elección, perderá dicho depósito y este será entregado al estado. Los comicios se llevan a cabo en una única votación, con cada parlamentario elegido por simple mayoría de votos. Los votantes marcan una cruz en su papeleta de votación frente al símbolo y el nombre del candidato escogido. Si solo un candidato es postulado y reúne los criterios para contender en una circunscripción, se considerará que fue elegido sin oposición y será automáticamente proclamado electo el día de la nominación sin necesidad de que la votación se lleve a cabo.
La fecha de disolución constitucional obligatoria del parlamento elegido en 1972 era el 12 de octubre de 1977, por lo que la jornada electoral podría haberse atrasado hasta el 12 de enero de 1978. Sin embargo, el 6 de diciembre de 1976, el presidente Benjamin Sheares disolvió el legislativo por consejo del primer ministro Lee Kuan Yew, con la nominación de candidatos fijada para el 13 de diciembre.

## Cronograma
| Fecha                                     | Evento                                                         |
| ----------------------------------------- | -------------------------------------------------------------- |
| 7 de mayo de 1976                         | Publicación del Informe de Límites Electorales                 |
| 6 de diciembre de 1976                    | Disolución del 3.º Parlamento, se emite convocatoria electoral |
| 13 de diciembre de 1976                   | Día de la Nominación                                           |
| 14 de diciembre - 22 de diciembre de 1976 | Período de campaña                                             |
| 23 de diciembre de 1976                   | Jornada electoral                                              |
| 7 de febrero de 1977                      | Apertura de sesiones del 4.º Parlamento                        |

## Partidos políticos contendientes
| Partido | Partido                                         | Líder            | Fundación | Escaños (1968) |
| ------- | ----------------------------------------------- | ---------------- | --------- | -------------- |
|         | Partido de Acción Popular (PAP)                 | Lee Kuan Yew     | 1954      | 64/65          |
|         | Partido de los Trabajadores (WP)                | J. B. Jeyaretnam | 1957      |                |
|         | Frente Unido (UF)                               | Seow Khee Leng   | 1973      |                |
|         | Frente Popular Unido (UPF)                      | Harbans Singh    | 1975      |                |
|         | Frente Socialista (BS)                          | Lee Siew Choh    | 1961      |                |
|         | Frente Popular (PF)                             | Leong Mun Kwai   | 1971      |                |
|         | Organización Nacional Malaya de Singapur (PKMS) | Ahmad Taff       | 1972      |                |
|         | Partido de la Justicia de Singapur (JPS)        | M. Ramasamy      | 1972      |                |
| Vacante | Vacante                                         | Vacante          | Vacante   | 1/65           |

## Novedades

### Aumento del depósito monetario
Para estos comicios el Departamento de Elecciones aumentó el depósito monetario que los candidatos debían entregar para poder postular su candidatura, de 500 a 1,200 dólares singapurenses, un incremento de más del doble, siguiendo una nueva política en la que el monto estaría vinculado a un octavo del salario anual de un miembro del Parlamento. Se trató del primer aumento del depósito electoral desde la realización de las elecciones de 1948, la primera instancia electoral previa a la introducción del sufragio universal.

### Divisiones electorales
| Circunscripciones        | Cambios                                                                 |
| Nuevas circunscripciones | Nuevas circunscripciones                                                |
| ------------------------ | ----------------------------------------------------------------------- |
| Ang Mo Kio               | Constituida a partir de partes de Nee Soon, Serangoon Gardens y Thomson |
| Bedok                    | Dividida de Siglap                                                      |
| Boon Lay                 | Dividida de Jurong                                                      |
| Buona Vista              | Dividida de Ulu Pyan                                                    |
| Braddell Heights         | Dividida de Paya Lebar, Serangoon Gardens, Thomson y Upper Serangoon    |
| Brickworks               | Dividida de Leng Kee y Pasir Panjang                                    |
| Khe Bong                 | Dividida de Kuo Chuan y Toa Payoh                                       |
| Kolam Ayer               | Dividida de Geylang West, Kallang y Potong Pasir                        |
| Marine Parade            | Dividida de Joo Chiat                                                   |
| Radin Mas                | Dividida de Henderson y Telok Blangah                                   |
| Defunct Constituencies   |                                                                         |
| Bras Basah               | Absorbida por Kampong Glam y Telok Ayer                                 |
| Crawford                 | Absorbida por Jalan Besar y Kampong Glam                                |
| Hong Lim                 | Absorbida por Telok Ayer                                                |
| Kampong Kapor            | Absorbida por Jalan Besar                                               |
| Sepoy Lines              | Absorbida por Anson, Tanjong Pagar y Tiong Bahru                        |
| Stamford                 | Absorbida por River Valley y Telok Ayer                                 |

## Desarrollos políticos

### Partido de Acción Popular
Las elecciones anteriores representaron la consolidación electoral del Partido de Acción Popular (PAP) como el partido hegemónico de la nación insular, al obtener la totalidad de los escaños pese a enfrentar una mucha mayor cantidad de candidaturas opositoras que en las elecciones de 1968. A pesar del giro ideológico hacia la derecha realizado por el partido tras la llegada de Lee Kuan Yew (primer ministro) a la jefatura del mismo, el PAP todavía se identificaba a sí mismo como «socialista», si bien la oposición denunció sus posturas como un «conservadurismo burocrático».
El Parlamento electo en 1972 fue la primera legislatura sin elecciones parciales desde la creación del legislativo electo singapurense. En abril de 1976, meses antes de las elecciones, el ministro de Estado Wee Toon Boon fue acusado de un caso de corrupción que involucraba cerca de USD800.000 y fue finalmente condenado en septiembre, semanas después de la aprobación del mapa electoral, lo que ocasionó su dimisión. El abogado de Wee, el expremier David Saul Marshall, logró una apelación que redujo con éxito su sentencia de tres años a dieciocho meses de prisión. Pese a la vacancia parlamentaria, no se produjo una elección parcial por haberse producido está muy cerca de los comicios. El escándalo en torno a Wee motivó que su circunscripción parlamentaria (Sepoy Lines) fuera eliminada del mapa.
La elección de 1976 marcó el debut electoral de Goh Chok Tong, que se convertiría en sucesor de Lee en el liderazgo del PAP y la jefatura de gobierno en 1990. Disputó la circunscripción de Marine Parade, en la que se mantendría como representante hasta 2020.

## Resultados

### Resultado general
|  | 74.09 % |

|  | 74.09 % |

|  | 11.55 % |

|  | 27.67 % |

|  | 6.70 % |

|  | 25.26 % |

|  | 3.19 % |

|  | 27.05 % |

|  | 1.79 % |

|  | 15.66 % |

|  | 1.16 % |

|  | 39.53 % |

|  | 0.65 % |

|  | 17.83 % |

|  | 0.35 % |

|  | 26.22 % |

|  | 0.52 % |

|  | 17.77 % |

|  | 97.72 % |

|  | 2.28 % |

|  | 100.00 % |

|  | 95.08 % |

|  | 78.23 % |

|  | 21.77 % |

|  | 100.00 % |

### Resultado por circunscripción
|  | 75.90 % |

|  | 24.10 % |

|  | 98.45 % |

|  | 1.55 % |

|  | 75.88 % |

|  | 24.12 % |

|  | 98.13 % |

|  | 1.87 % |

|  | 73.78 % |

|  | 26.22 % |

|  | 97.79 % |

|  | 2.21 % |

|  | 79.82 % |

|  | 20.18 % |

|  | 97.66 % |

|  | 2.34 % |

|  | 71.92 % |

|  | 28.08 % |

|  | 97.56 % |

|  | 2.44 % |

|  | 73.99 % |

|  | 26.01 % |

|  | 98.41 % |

|  | 1.59 % |

|  | 84.57 % |

|  | 15.43 % |

|  | 96.88 % |

|  | 3.12 % |

|  | 73.50 % |

|  | 26.50 % |

|  | 97.67 % |

|  | 2.33 % |

|  | 76.37 % |

|  | 23.63 % |

|  | 98.43 % |

|  | 1.57 % |

|  | 67.43 % |

|  | 32.57 % |

|  | 97.57 % |

|  | 2.43 % |

|  | 82.75 % |

|  | 17.25 % |

|  | 97.47 % |

|  | 2.53 % |

|  | 68.17 % |

|  | 31.83 % |

|  | 97.90 % |

|  | 2.10 % |

|  | 72.63 % |

|  | 27.37 % |

|  | 97.68 % |

|  | 2.32 % |

|  | 68.75 % |

|  | 31.25 % |

|  | 96.56 % |

|  | 3.44 % |

|  | 76.40 % |

|  | 23.60 % |

|  | 97.71 % |

|  | 2.29 % |

|  | 68.49 % |

|  | 31.51 % |

|  | 97.98 % |

|  | 2.02 % |

|  | 66.34 % |

|  | 23.64 % |

|  | 10.02 % |

|  | 97.73 % |

|  | 2.27 % |

|  | 71.18 % |

|  | 28.82 % |

|  | 96.49 % |

|  | 3.51 % |

|  | 79.29 % |

|  | 20.71 % |

|  | 97.76 % |

|  | 2.24 % |

|  | 74.77 % |

|  | 25.23 % |

|  | 98.01 % |

|  | 1.99 % |

|  | 61.57 % |

|  | 38.43 % |

|  | 98.13 % |

|  | 1.87 % |

|  | 74.73 % |

|  | 25.27 % |

|  | 97.84 % |

|  | 2.16 % |

|  | 73.90 % |

|  | 26.10 % |

|  | 97.41 % |

|  | 2.59 % |

|  | 59.92 % |

|  | 40.08 % |

|  | 98.15 % |

|  | 1.85 % |

|  | 80.18 % |

|  | 19.82 % |

|  | 97.43 % |

|  | 2.57 % |

|  | 64.02 % |

|  | 35.98 % |

|  | 98.29 % |

|  | 1.71 % |

|  | 68.46 % |

|  | 31.54 % |

|  | 97.87 % |

|  | 2.13 % |

|  | 76.18 % |

|  | 26.10 % |

|  | 97.27 % |

|  | 2.73 % |

|  | 74.33 % |

|  | 25.67 % |

|  | 97.80 % |

|  | 2.20 % |

|  | 76.62 % |

|  | 23.38 % |

|  | 98.12 % |

|  | 1.88 % |

|  | 77.65 % |

|  | 22.35 % |

|  | 97.83 % |

|  | 2.17 % |

|  | 72.46 % |

|  | 27.54 % |

|  | 97.42 % |

|  | 2.58 % |

|  | 74.42 % |

|  | 25.58 % |

|  | 98.10 % |

|  | 1.90 % |

|  | 76.76 % |

|  | 23.24 % |

|  | 97.99 % |

|  | 2.01 % |

|  | 78.62 % |

|  | 21.38 % |

|  | 97.66 % |

|  | 2.34 % |

|  | 72.73 % |

|  | 23.47 % |

|  | 3.80 % |

|  | 97.98 % |

|  | 2.02 % |

|  | 65.86 % |

|  | 34.14 % |

|  | 97.16 % |

|  | 2.84 % |

|  | 71.93 % |

|  | 28.07 % |

|  | 98.14 % |

|  | 1.86 % |

|  | 67.52 % |

|  | 32.48 % |

|  | 97.49 % |

|  | 2.51 % |

|  | 74.83 % |

|  | 25.17 % |

|  | 97.47 % |

|  | 2.53 % |

|  | 69.41 % |

|  | 30.59 % |

|  | 97.72 % |

|  | 2.28 % |

|  | 75.65 % |

|  | 24.35 % |

|  | 97.93 % |

|  | 2.07 % |

|  | 81.82 % |

|  | 18.18 % |

|  | 97.55 % |

|  | 2.45 % |

|  | 65.50 % |

|  | 34.50 % |

|  | 97.52 % |

|  | 2.48 % |

|  | 83.57 % |

|  | 16.43 % |

|  | 97.49 % |

|  | 2.51 % |

|  | 68.74 % |

|  | 31.26 % |

|  | 98.46 % |

|  | 1.54 % |

|  | 78.20 % |

|  | 21.80 % |

|  | 97.45 % |

|  | 2.55 % |

|  | 89.03 % |

|  | 10.97 % |

|  | 97.81 % |

|  | 2.19 % |

|  | 74.12 % |

|  | 25.88 % |

|  | 97.31 % |

|  | 2.69 % |

|  | 83.10 % |

|  | 16.90 % |

|  | 97.90 % |

|  | 2.10 % |

|  | 73.63 % |

|  | 26.37 % |

|  | 97.96 % |

|  | 2.04 % |

|  | 79.15 % |

|  | 20.85 % |

|  | 97.44 % |

|  | 2.56 % |

|  | 80.98 % |

|  | 19.02 % |

|  | 97.87 % |

|  | 2.13 % |